# Gobernador general de Taiwán
El cargo de Gobernador general de Taiwán (臺灣總督 Taiwan Sōtokufu?) existió cuando las islas de Taiwán y Pescadores fueron parte del Imperio de Japón desde 1895 hasta 1945. 
Los gobernadores generales fueron miembros de la Dieta, oficiales civiles, generales o nobles japoneses. Ejercieron su poder en nombre de la soberanía de Taiwán (el emperador de Japón) hasta la disolución del imperio cuando el dominio fue cedido a la República de China.

## Lista de gobernadores generales
1. Almirante vizconde Kabayama Sukenori (21 de mayo de 1895 – 2 de junio de 1896)
2. Teniente general vizconde Katsura Tarō (2 de junio de 1896 – 14 de octubre de 1896)
3. Teniente general barón Nogi Maresuke (14 de octubre de 1896 – enero de 1898)
4. Teniente general barón Kodama Gentarō (26 de febrero de 1898 – 15 de abril de 1906)
5. General vizconde Sakuma Samata (15 de abril de 1906 – mayo de 1915)
6. General barón Ando Sadami (mayo de 1915 – junio de 1918)
7. Teniente general Akashi Motojiro (junio de 1918 – 31 de octubre de 1919)
8. Barón Den Kenjiro (31 de octubre de 1919 – 6 de septiembre de 1923)
9. Uchida Kakichi, miembro de la Cámara de Pares (6 de septiembre de 1923 – 1 de septiembre de 1924)
10. Izawa Takio, miembro de la Cámara de Pares (1 de septiembre de 1924 – 16 de julio de 1926)
11. Kamiyama Mitsunoshin, figura literaria (16 de julio de 1926 – 16 de junio de 1928)
12. Kawamura Takeji, miembro de la Cámara de Pares (16 de junio de 1928 – 30 de julio de 1929)
13. Ishizuka Eizo, miembro de la Cámara de Pares (30 de julio de 1929 – 16 de enero de 1931)
14. Ota Masashiro, director de Kwantung (16 de enero de 1931 – 2 de marzo de 1932)
15. Minami Hiroshi, miembro de la Cámara de Pares (2 de marzo de 1932 – 27 de mayo de 1932)
16. Nakagawa Kenzo, subsecretario de Educación (27 de mayo de 1932 – 1936)
17. Almirante Kobayashi Seizo (1936 – noviembre de 1940)
18. Almirante Hasegawa Kiyoshi (16 de diciembre de 1940 – diciembre de 1944)
19. General Andō Rikichi (diciembre de 1944 – octubre de 1945)